# Friedrich Brenner (Theologe)
Friedrich Brenner, ab 1847 auch Ritter von Brenner, (* 10. Januar 1784 in Bamberg; † 20. August 1848 ebenda) war ein deutscher katholischer Theologe und Dogmatiker.

## Leben
Friedrich Brenner entstammte einfachen Verhältnissen und wurde am 10. Januar 1784 in Bamberg geboren. 1801 nahm er an der dortigen Universität ein zweijähriges Studium der Philosophie auf, das er am 22. September 1803 als Doktor abschloss. Zwar wurde die Universität 1803 in ein Lyzeum umgewandelt, doch Brenner konnte es sich nicht leisten, eine andere Universität zu beziehen, also blieb er hier und studierte Theologie. Im folgenden Jahr bezog er das Katholische Priesterseminar. Nachdem er am 12. April 1807 seine Priesterweihe empfangen hatte, stellte man ihn am 17. Dezember 1807 als Kaplan an der St.-Gangolf-Kirche in Bamberg ein. Als solcher wechselte er am 28. März 1808 zur St.-Martins-Kirche. Anfang des Jahres aber auch hatte er ein weiteres Studium an der Universität Landshut begonnen; am 4. August 1808 erhielt er den Grad eines theologischen Doktors. Als im Folgejahr die Zeitschrift Theologische Zeitschrift gegründet wurde, veröffentlichte Brenner von Anfang an Artikel; die Verantwortung der letzten sechs Bände vor Einstellung des Erscheinens war ihm übertragen worden. Schließlich kehrte er wieder nach Bamberg zurück und wurde am 13. Oktober 1818 dort am Priesterseminar Subregens.
Zwei Jahre darauf war er dort zum Regens befördert worden, nachdem er auch Sekretär am Konsistorium für Eheangelegenheiten geworden war. Die Bamberger Chronik führte er von 1818 bis zu seinem Tode fort; Berufungen an die Universitäten Bonn und Freiburg lehnte er ab und wurde stattdessen am 10. Dezember 1820 provisorischer Professor für Kirchengeschichte und Kirchenrecht am Lyzeum, kurz darauf auch für Dogmatik. Im Jahre 1821 hatte er seine Dienste im Konsistorium wieder eingestellt und wurde im Oktober desselben Jahres ins Domkapitel berufen und auch zum königlich-geistlichen Rat. Nicht viel später gab er auch die Tätigkeit als Regens wieder ab. Schließlich wurde Brenner am 5. November 1844 Domdechant und gab im folgenden Jahr die Professur am Lyzeum wegen gesundheitlicher Gründe auf.
Einem 1832 veröffentlichten Werk von Friedrich Brenner war man Indifferentismus vor, sodass es drei Jahre später indiziert wurde. Davon wurde er schwer getroffen. Im Jahre 1847 erhielt er das Ritterkreuz des königlichen Verdienstordens, das mit dem persönlichen Adel verbunden war, und nannte sich fortan Friedrich von Brenner. Bereits ein Jahr später, am 20. August, verstarb er in Bamberg im Alter von 64 Jahren.

## Werke (Auswahl)
- Was ist ein wahrer Gottesprophet nach dem Sinne der Schrift. Eine historisch-exegetische Abhandlung (Landshut 1808)
- Versuch einer historisch-philosophischen Darstellung der Offenbarung als Einleitung in die Theologie (Bamberg und Würzburg 1810)
- Erhebung des Geistes zu Gott an den besonderen Festtagen des Jahres (Bamberg 1810)
- Freye Darstellung der Theologie in der Idee des Himmelreichs. Oder: Neueste katholische Dogmatik nach den Bedürfnissen unserer Zeiten (drei Bände; Bamberg und Würzburg 1815 bis 1818)
- Kaiser Heinrich der Heilige und König Max Joseph, in Beziehung auf Bambergs kirchliche Verfassung (Bamberg 1818)
- Geschichtliche Darstellung der Verrichtung und Ausspendung der Sacramente (der Taufe, Firmung und Eucharistie) (drei Bände; Bamberg 1818 bis 1824)
- Beiträge zur Erhebung des Sinnes für heilige Wissenschaften und geistliches Leben (Bamberg 1820)
- Katholische Dogmatik (drei Bände; Frankfurt am Main 1826 bis 1829)
- Das Gericht, oder Aufdeckung der Unwissenheit und Unredlichkeit lutherischer Doctoren der Theologie in Darlegung des katholischen Lehrbegriffs (Bamberg 1829)
- Ode an König Ludwig bei Eintritt in den Dom (Bamberg 1830)
- Lichtblicke von Protestanten, oder neueste Bekenntnisse für die Wahrheit bei ihren Gegnern (Bamberg 1830)
- Ueber das Dogma, oder wer wird selig? (Landshut 1832/1833)
- Katholische Dogmatik, oder System der katholischen speculativen Theologie (zwei Bände; Regensburg 1837/1838)